# Minspärr
Minspärr är beteckningen på en linje av sjöminor som avser att förhindra passage.
Det finns två sorters minspärrar:
1. Med kontrollerbara minor som aktiveras från en fast minstation i land.
2. Okontrollerbar minspärr som aktiveras genom kontakt, magnetisk, akustisk och/eller tryckpåverkan.

Utvecklingen har gått så långt att man kan programmera minan att aktiveras för en viss typ av fartyg (exempelvis fartyg med två propellrar). I Sverige lades kontrollerbara minspärrar ut av kustartilleriet medan okontrollerbara minspärrar lades ut av flottan.